# Milton Valenzuela
Milton Valenzuela, né le 13 août 1998 à Rosario en Argentine, est un footballeur argentin. Il évolue au poste d'arrière gauche au CA Independiente.

## Biographie

### Carrière en club

#### Newell's Old Boys
Milton Valenzuela est formé aux Newell's Old Boys. C'est avec cette équipe qu'il fait ses débuts professionnels en 2016.

#### Crew de Columbus
Milton Valenzuela est prêté avec option d'achat le 26 janvier 2018 pour une année au Crew de Columbus. Il fait ses débuts en étant titularisé le 3 mars 2018 lors d'un match contre le Toronto FC. Son équipe s'impose 0-2 et il est l'auteur d'une passe décisive envers son coéquipier Federico Higuaín sur l'ouverture du score. Il marque son premier but la même année, le 24 mars, contre le D.C. United. Son équipe gagne le match par 3 buts à 1.
Il rejoint définitivement le Crew de Columbus le 21 décembre 2018,. En février 2019, il se blesse gravement pour une longue durée, estimée de 9 à 12 mois. Le 1er mars 2020, il dispute sa première rencontre depuis sa blessure contre New York City FC. Lors de la finale de la Coupe MLS, il est titulaire lors de la victoire 3-0 face aux Sounders de Seattle,. Il remporte son premier trophée avec Columbus.
Le 29 avril 2021 il inscrit son premier but en Ligue des champions de la CONCACAF contre le CF Monterrey. Les deux équipes font match nul ce jour-là (2-2 score final).
En fin de contrat à l'issue de la saison 2021, le Crew annonce, le 1er décembre 2021, être en négociation avec le joueur pour une éventuelle prolongation.

#### FC Lugano
Néanmoins, le 30 janvier 2022, Valenzuela signe au FC Lugano et découvre son premier championnat européen. 
Valenzuela inscrit son premier but pour Lugano le 18 février 2023, lors d'une rencontre de championnat face au BSC Young Boys. Titularisé, il ouvre le score, mais les deux équipes se neutralisent (1-1 score final).
Dès sa première saison, il participe à la victoire de son équipe en Coupe de Suisse 2021-2022 en étant titulaire en demi-finale et lors de la finale remportée face au FC Saint-Gall.

### Carrière internationale
Avec les moins de 20 ans, il participe au championnat sud-américain des moins de 20 ans en 2017. Lors de cette compétition, il joue huit matchs. L'Argentine se classe quatrième du tournoi.
Il dispute ensuite quelques mois plus tard la Coupe du monde des moins de 20 ans organisée en Corée du Sud. Lors du mondial junior, il joue deux matchs, contre l'Angleterre et la Corée du Sud, avec pour résultats deux défaites. Il est sur le banc lors du dernier match gagné contre la Guinée.

## Statistiques détaillées
| Saison                | Club                    | Championnat           | Championnat | Championnat | Championnat | Coupe(s) nationale(s) | Coupe(s) nationale(s) | Coupe(s) nationale(s) | Compétition(s) continentale(s) | Compétition(s) continentale(s) | Compétition(s) continentale(s) | Compétition(s) continentale(s) | Séries | Séries | Séries | Total | Total | Total |
| Saison                | Club                    | Division              | M.          | B.          | P.d.        | M.                    | B.                    | P.d.                  | Comp.                          | M.                             | B.                             | P.d.                           | M.     | B.     | P.d.   | M.    | B.    | P.d.  |
| 2016                  | Newell's Old Boys       | Primera División      | 1           | 0           | 0           | -                     | -                     | -                     | -                              | -                              | -                              | -                              | -      | -      | -      | 1     | 0     | 0     |
| 2016-2017             | Newell's Old Boys       | Primera División      | 3           | 0           | 0           | -                     | -                     | -                     | -                              | -                              | -                              | -                              | -      | -      | -      | 3     | 0     | 0     |
| 2017-2018             | Newell's Old Boys       | Primera División      | 9           | 0           | 0           | 2                     | 0                     | 0                     | -                              | -                              | -                              | -                              | -      | -      | -      | 11    | 0     | 0     |
| Sous-total            | Sous-total              | Sous-total            | 13          | 0           | 0           | 2                     | 0                     | 0                     | -                              | 0                              | 0                              | 0                              | 0      | 0      | 0      | 15    | 0     | 0     |
| 2018                  | Crew de Columbus (prêt) | MLS                   | 30          | 1           | 3           | 1                     | 0                     | 0                     | -                              | -                              | -                              | -                              | 3      | 0      | 0      | 34    | 1     | 3     |
| 2019                  | Crew de Columbus        | MLS                   | 0           | 0           | 0           | -                     | -                     | -                     | -                              | -                              | -                              | -                              | -      | -      | -      | 0     | 0     | 0     |
| 2020                  | Crew de Columbus        | MLS                   | 19          | 0           | 3           | -                     | -                     | -                     | -                              | -                              | -                              | -                              | 1+4    | 0      | 0      | 24    | 0     | 3     |
| 2021                  | Crew de Columbus        | MLS                   | 14          | 0           | 0           | -                     | -                     | -                     | LCC+CC                         | 3+1                            | 1+0                            | 0+1                            | -      | -      | -      | 18    | 1     | 1     |
| Sous-total            | Sous-total              | Sous-total            | 63          | 1           | 6           | 1                     | 0                     | 0                     | -                              | 4                              | 1                              | 1                              | 8      | 0      | 0      | 76    | 2     | 7     |
| 2021-2022             | FC Lugano               | Super League          | 12          | 0           | 1           | 2                     | 0                     | 0                     | -                              | -                              | -                              | -                              | -      | -      | -      | 14    | 0     | 1     |
| 2022-2023             | FC Lugano               | Super League          | 30          | 2           | 4           | 6                     | 0                     | 0                     | C4                             | 2                              | 0                              | 0                              | -      | -      | -      | 38    | 2     | 4     |
| 2023-2024             | FC Lugano               | Super League          | 18          | 2           | 1           | 3                     | 0                     | 0                     | C3                             | 2                              | 0                              | 0                              | -      | -      | -      | 23    | 2     | 1     |
| 2024-2025             | FC Lugano               | Super League          | 1           | 0           | 0           | 0                     | 0                     | 0                     | C1+C3                          | 2+4                            | 1+0                            | 0                              | -      | -      | -      | 7     | 1     | 0     |
| Sous-total            | Sous-total              | Sous-total            | 61          | 4           | 6           | 11                    | 0                     | 0                     | -                              | 10                             | 1                              | 0                              | -      | -      | -      | 82    | 5     | 6     |
| Total sur la carrière | Total sur la carrière   | Total sur la carrière | 137         | 5           | 12          | 14                    | 0                     | 0                     | -                              | 14                             | 2                              | 1                              | 8      | 0      | 0      | 173   | 7     | 13    |

## Palmarès
Crew de Columbus
- Vainqueur de la Conférence Est de la MLS en 2020
- Vainqueur de la Coupe MLS en 2020
- Vainqueur de la Campeones Cup en 2021

 FC Lugano
- Vainqueur de la Coupe de Suisse en 2022